# Christian Kalkbrenner
Christian Kalkbrenner (22. září 1755, Münden – 10. srpna 1806, Paříž) byl německý sbormistr a hudební skladatel. Byl otcem klavíristy Friedricha Kalkbrennera.

## Životopis
Kalkbrenner začal svoji kariéru jako sborový zpěvák u Francouzské opery v Kasselu. V roce 1777 složil mši, díky které se stal členem filharmonické společnosti v Bologni. 1788 byl v Berlíně jmenován kapelníkem pruské královny a v roce 1790 v Rheinsbergu prince Heinricha Pruského. Po smrti prince odešel v roce 1802 do Paříže, kde působil jako sbormistr u Opery až do své smrti.
Kromě nedokončené „Histoire de la musique“ zanechal velké množství skladeb (opery, sonáty, písně).